# Kim Yuna
Kim Yu-na (hangul: 김연아, IPA: [kimjʌna]), född 5 september 1990 i Bucheon, är en sydkoreansk konståkare. Hon tog guldmedalj i OS i Vancouver 2010 och guldmedalj i 2009 års världsmästerskap i konståkning. Hon vann även 2006 års världsmästerskap för juniorer och har tre gånger segrat i Grand Prix.   
Kim är första sydkoreanska konståkare som gjort följande: tagit medalj vid en Grand Prix-tävling för juniorer, vunnit en Grand Prix-tävling för juniorer, tagit medalj vid en Grand Prix-tävling, vunnit en Grand Prix-tävling, vunnit en Grand Prix-final, tagit medalj vid ett ISU-mästerskap, vunnit ett ISU-mästerskap eller tagit medalj vid ett världsmästerskap. Hon är en av de mest välkända idrottspersonerna i Sydkorea.
Kim Yuna tände den olympiska elden vid invigningsceremonin av olympiska vinterspelen 2018.

## Biografi
Kim Yu-na föddes 1990 i Bucheon, Sydkorea och flyttade till Gunpo vid 6 års ålder. År 2006 flyttade hon till Toronto, Kanada för att träna. 

## Karriär

### Novis
Kim Yu-na började åka skridskor vid 6 års ålder. 
2002 tävlade hon internationellt för första gången i tävlingen Triglav Trophy där hon vann i nybörjarklassen. 2003, vid 12 års ålder, blev hon den yngsta kvinna som vunnit en seniortitel vid Sydkoreanska konståkningsmästerskapen. Hon vann sin andra internationella tävling, nybörjartävlingen vid Golden Bear i Zagreb 2003.

### Juniorsäsongen 2004–2005 (ålder 14)
Under 2004–2005 års säsong var Kim berättigad att tävla internationellt i juniortävlingar. Hon tävlade vid ISU Grand Prix för juniorer, Juniortävlingen till ISU Grand Prix i konståkning. Hon vann silvermedalj i Kina och guldmedalj i Ungern. Hon vann silvermedalj i Grand Prix finalen för juniorer och var totalt 35,08 poäng efter guldmedaljören Mao Asada. Kim vann den nationella seniortiteln på sin väg mot 2005 års världsmästerskap i konståkning för juniorer. Vid den tävlingen vann Kim återigen silvermedaljen efter att Asada vunnit guld.

### Juniorsäsongen 2005–2006 (ålder 15)
För säsongen 2005–2006 gjordes valet att Kim Yu-na skulle fortsätta tävla i Grand Prix för juniorer. Hon var inte gammal nog för att tävla vid de Olympiska spelen 2006 även om Sydkorea kvalificerade sig för en plats vid den slutliga kvalificeringstävlingen, Karl Schäfer Memorial, 2005. Kim vann båda sina Grand Prix tävlingar för juniorer för att kvalificera sig för Grand Prix finalen för juniorer. Hon vann Grand Prix finalen för juniorer med 28,34 poäng före silvermedaljören Aki Sawada. Kim vann sin fjärde seniortitel i de nationella tävlingarna. Vid 2006 års världsmästerskap i konståkning för juniorer, tävlade hon mot titelförsvararen Mao Asada. Kim vann guldmedaljen med en marginal på 24,19 poäng.

### Säsongen 2006–2007 (ålder 16)
Kim gjorde sin internationella seniordebut vid 2006 Skate Canada där hon vann bronsmedalj efter att ha vunnit det korta programmet och placerat sig fyra i det fria programmet. Hon vann  2006 Trophée Eric Bompard med 10,1 poäng före silvermedaljören Miki Ando. Med sin vinst och bronsmedaljen kvalificerade sig Kim för första gången till Grand Prix final i konståkning. Vid Grand Prix finalen 2006 som hölls i Sankt Petersburg, Ryssland, placerade sig Kim trea i det korta programmet och vann det långa programmet, vilket totalt gjorde att hon vann titeln med en segermarginal på 11.68 före silvermedaljören Mao Asada.
Kim hade tänkt försvara sin titel från 2006–2007 års Sydkoreanska mästerskap, men tvingades avstå tävlingen på grund av skada. I januari 2007 fick Kim diagnosen diskbråck. Baserat på hennes resultat från säsongen valdes Kim ut att tävla vid världsmästerskapen i konståkning 2007. Sydkorea hade endast en plats till världsmästerskapen på grund av Choi Ji Euns placering året innan.

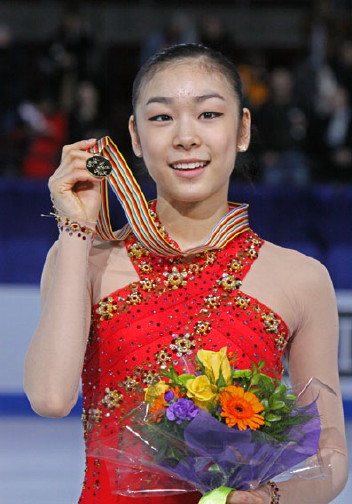
Four Continents konståkningsmästerskap 2009

I mars 2007, vid 2007 års världsmästerskap i Tokyo, vann Kim det korta programmet. Hon placerade sig fyra i det långa programmet och blev trea totalt. Hon var 8,31 poäng efter silvermedaljören Mao Asada och 5,91 poäng före fjärdeplacerade Kimmie Meissner. Kims placering kvalificerade Sydkorea till två kvinnliga platser i världsmästerskapet 2008.

### Säsong 2007–2008 (ålder 17)
Kim startade säsongen 2007–2008 med att vinna 2007 Cup of China med 24,34 poäng mer än silvermedaljören Caroline Zhang. Vid 2007 Cup of Russia, vann Kim både det korta och det långa programmet och slutade med 24,43 poäng mer än silvermedaljören Yukari Nakano.  
Kims två vinster kvalificerade henne till 2007-2008 års Grand Prix final i konståkning i Turin, Italien, där hon gick in som regerande och försvarande mästare. Hon vann det korta programmet och blev tvåa i det långa programmet och vann sin andra Grand Prix final 5,24 poäng före Asada. Kim valde att inte tävla vid 2007-2008 års Sydkoreanska nationella mästerskap och drog sig ur Four Continents konståkningsmästerskap 2008 en vecka innan tävlingen startade på grund av en höftskada. 
Kim var återställd så hon kunde tävla vid världsmästerskapen i konståkning 2008. Hon kom femma i det korta programmet efter att ha fallit vid en trippel lutz. Hon vann det långa programmet och placerade sig trea totalt och vann sin andra raka bronsmedalj vid ett världsmästerskap.

## Tränarbyten
För att förbereda sig inför sin seniordebut säsongen 2006–2007, flyttade Kim sin träningsplats till Toronto Cricket, Skating and Curling Club i Toronto, Kanada under sommaren 2006. Där arbetade hon med David Wilson och Tom Dickson. Senare blev Brian Orser hennes tränare på heltid. Nöjd med träningsmöjligheterna i Toronto, gjorde Kim Toronto till sin permanenta träningsplats.

## Skridskoteknik
Kim satte sitt första trippelhopp vid 10 års ålder. 
När Kim var 14 år, satte hon sin första trippel-trippel kombination i en tävling vid världsmästerskapen i konståkning för juniorer 2005. Kim har utfört tre olika trippel-trippel kombinationer vid tävling : trippel lutz–trippel toeloop, trippel flip–trippel toeloop och trippel toeloop–trippel toeloop. 
Kims signatur är en layback ina bauer som leder direkt in i en dubbel axel eller dubbel axel-trippel toeloop kombination. En annan signatur är den svåra camel spin hon använder med variation från olika positioner.

## Program
| Säsong  | kort Program                         | Långt Program                                           | Uppvisning |
| ------- | ------------------------------------ | ------------------------------------------------------- | --- |
| 2008-09 | Danse Macabre av Camille Saint-Saëns | Scheherazade av Nikolaj Rimskij-Korsakov                | |

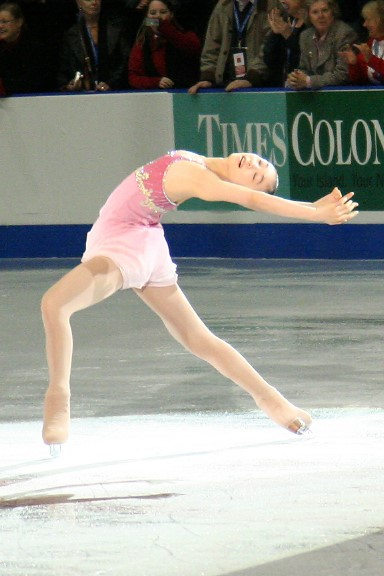
Kim utför en Ina Bauer under sin "Reflection" uppvisning vid Skate Canada International 2006.

| 2007-08 | Läderlappen av Johann Strauss d.y.   | Miss Saigon från Miss Saigon av Claude-Michel Schönberg | Only Hope A Walk To Remember soundtrack av Mandy Moore Just a Girl av No Doubt Once Upon A Dream Dr. Jekyll och Mr. Hyde soundtrack av Linda Eder |
| 2006-07 | El Tango de Roxane från Moulin Rouge | The Lark Ascending av Ralph Vaughan Williams            | Reflection from Mulan av Christina Aguilera |
| 2005-06 | El Tango de Roxane från Moulin Rouge | Papa, Can You Hear Me? från Yentl                       | One Day I'll Fly Away från Moulin Rouge av Nicole Kidman                                                                                          |
| 2004-05 | Snöstormen av Georgij Sviridov       | Papa, Can You Hear Me? från Yentl                       | Ben av Michael Jackson |
| 2003-04 | Snöstormen av Georgij Sviridov       | Carmen av Georges Bizet                                 | |

## Tävlingsmässiga höjdpunkter

### Senior
| Tävling                                 | 2006–07 | 2007–08 | 2008–09 | 2009–10 | 2010–11 | 2012–13 | 2013–14 |
| --------------------------------------- | ------- | ------- | ------- | ------- | ------- | ------- | ------- |
| Olympiska vinterspelen                  |         |         |         | 1:a     |         |         | 2:a     |
| Världsmästerskapen i konståkning        | 3:a     | 3:a     | 1:a     | 2:a     | 2:a     | 1:a     |         |
| Four Continents                         |         |         | 1:a     |         |         |         |         |
| Sydkoreanska mästerskapen i konståkning |         |         |         |         |         | 1:a     | 1:a     |
| Grand Prix Final                        | 1st     | 1:a     | 2:a     | 1:a     |         |         |         |
| Cup of China                            |         | 1:a     | 1:a     |         |         |         |         |
| Skate America                           |         |         | 1:a     | 1:a     |         |         |         |
| Cup of Russia                           |         | 1:a     |         |         |         |         |         |
| Trophée Eric Bompard                    | 1:a     |         |         | 1:a     |         |         |         |
| Skate Canada                            | 3:a     |         |         |         |         |         |         |
| Golden Spin, Zagreb                     |         |         |         |         |         |         | 1:a     |
| NRW Trophy                              |         |         |         |         |         | 1:a     |         |

### Novis & junior
| Tävling                                       | 2001–02 | 2002–03 | 2003–04 | 2004–05 | 2005–06 |
| --------------------------------------------- | ------- | ------- | ------- | ------- | ------- |
| Världsmästerskapen i konståkning för juniorer |         |         |         | 2:a     | 1:a     |
| Sydkoreanska mästerskapen i konståkning       |         | 1:a     | 1:a     | 1:a     | 1:a     |
| Junior Grand Prix Final                       |         |         |         | 2:a     | 1:a     |
| Junior Grand Prix, Bulgaria                   |         |         |         |         | 1:a     |
| Junior Grand Prix, Slovakia                   |         |         |         |         | 1:a     |
| Junior Grand Prix, Hungary                    |         |         |         | 1:a     |         |
| Junior Grand Prix, China                      |         |         |         | 2:a     |         |
| Triglav Trophy                                | 1:a N.  |         |         |         |         |
| Golden Bear, Zagreb                           |         |         | 1:a N.  |         |         |

- N = Novisnivå